# Schildriem

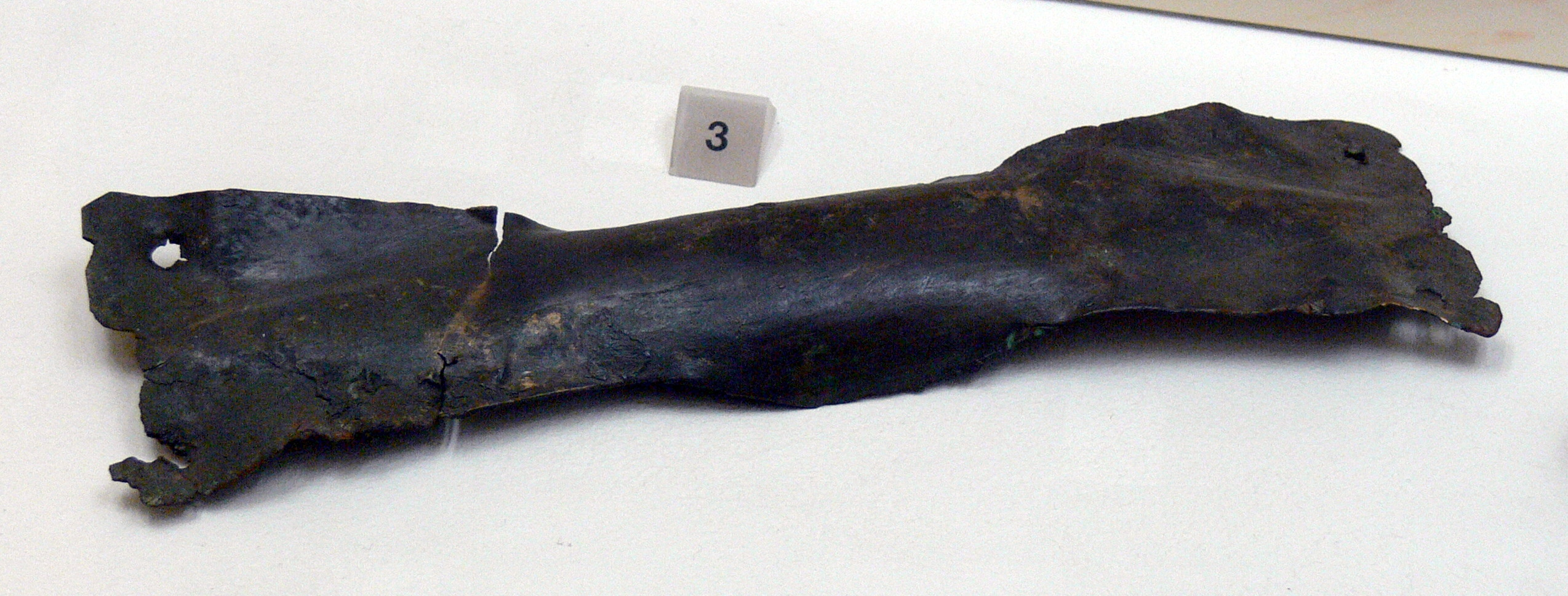
Romeinse schildriem (Lauriacum Museum, Enns).

Met schildriem worden de handvatten en riemen bedoeld waarmee een schild wordt vastgehouden of aan de arm bevestigd. Eenvoudige schildriemen zijn terug te vinden als een horizontale of verticale houten stok of ijzeren beugel, vaak achter een uitsparing beschermd door een schildknop, maar ook als een uit leren riemen gevormde T- of H-vormige constructie. Voor een betere controle werden naast of in plaats van dergelijke handvatten ook verstelbare riemen aangebracht waarmee het schild aan de onderarm kon worden bevestigd.
Als een speciale vorm en toevoeging werd meestal een lange riem in het bovenste derde van het schild aan de achterkant van middeleeuwse schildtypes (Normandisch schild, ridderschild, driehoekschild) aangebracht, die om de nek werd gedragen. Deze extra schildriem had verschillende mogelijke toepassingen. Aan de ene kant maakte het het transport gemakkelijker door het schild over de rug te dragen, aan de andere kant hoefden strijders voor tweehandige activiteiten het schild niet af te leggen en konden ze het snel terug in positie brengen wanneer dat nodig was, daarnaast was het schild ook beter beveiligd tegen verlies door bijvoorbeeld een krachtige klap. Voor ruiters was er ook de mogelijkheid om het schild met de riem om de nek/rug en alleen de onderarmriem te dragen en zo de (linker)hand vrij te houden om de teugels van het paard vast te houden.